# Norman O'Neill
Norman Houston O'Neill (Londres, 14 de marzo de 1875–Londres, 3 de marzo de 1934) fue un compositor y director de orquesta inglés de ascendencia irlandesa que se especializó principalmente en obras para el teatro.

## Biografía
O'Neill, que nació en el número 16 de Young Street, en Kensington (Londres), era el hijo menor del pintor irlandés George Bernard O'Neill y de Emma Stuart Callcott. Estudió en Londres con Arthur Somervell y con Iwan Knorr en el Conservatorio Hoch de Fráncfort de 1893 a 1897. Sus estudios allí fueron facilitados por Eric Stenbock. Perteneció al Grupo de Fráncfort, un círculo de compositores que estudiaron en el Conservatorio Hoch a finales de la década de 1890.
Se casó con Adine Berthe Maria Ruckert (29 de julio de 1875-17 de febrero de 1947) el 2 de julio de 1899 en París. Adine era una célebre pianista (alumna de Clara Schumann) y profesora de música por derecho propio; más tarde fue directora de música en St Paul's Girls’ School de Hammersmith. O'Neill comenzó a tener cierto éxito con la música de concierto, incluida una interpretación en 1901 de su obertura In Autumn en los Henry Wood Proms. En 1904 compuso la música incidental para la producción de Hamlet de John Martin-Harvey en el Lyric Theatre de Londres y en 1909 inició su larga asociación con el Haymarket Theatre al ser nombrado director musical.
O'Neill fue tesorero de la Royal Philharmonic Society desde 1918 hasta su muerte y enseñó armonía y composición en la Royal Academy of Music. Hombre muy sociable, era miembro del Savage Club, donde le gustaba reunirse con colegas músicos. Adine y él recibían con frecuencia en su casa, en 4 Pembroke Villas en Kensington, a compositores y músicos como Frederick Delius, Theodore Holland, Gustav Holst, Ernest Irving, Percy Grainger o Cyril Scott.
El 12 de febrero de 1934, O'Neill caminaba hacia el este por Oxford Street de camino a Broadcasting House para una sesión de grabación. Al cruzar Holles Street fue atropellado por un triciclo de transporte. Como consecuencia de lo cual desarrolló un envenenamiento de su sangre y falleció el 3 de marzo. Fue incinerado en el crematorio de Golders Green, Londres, al igual que su esposa en 1947. Allí hay una placa en memoria de ambos.

## Música
Las obras de O'Neill para teatro incluyen más de cincuenta conjuntos de música incidental para obras de Shakespeare (Hamlet, El rey Lear, Julio César, Macbeth, El mercader de Venecia, Enrique V y Medida por medida), J. M. Barrie (Un beso para Cenicienta y Mary Rose) y Maurice Maeterlinck (El pájaro azul). Mary Rose, quizá su partitura teatral mejor recibida, se estrenó en Londres en el Haymarket el 22 de abril de 1920, y continuó hasta el 26 de febrero de 1921, con Fay Compton en el papel de Mary Rose, que Barrie había escrito para ella. Ernest Irving, que sustituyó a O'Neill como director de orquesta en muchas ocasiones, comparó una representación de Mary Rose sin su música con "un baile de un hada con una pata de palo". La obra se reestrenó (en gran parte con el mismo reparto) en 1926.
En 1910, O'Neill se convirtió en el primer compositor británico en dirigir su propia música orquestal en una grabación, dirigiendo el conjunto de la Columbia Graphophone Company, la "Court Symphony Orchestra", en una suite extraída de su música Blue Bird en dos discos de gramófono de doble cara. Recibió felicitaciones personales de sir Edward Elgar por su música para la innovadora secuencia central de ballet de la revista de 1924 The Punch Bowl, que se representó durante más de un año y cuya contribución fue ampliamente elogiada en la prensa.
Sus obras de concierto incluyen varias suites sinfónicas, música de cámara e instrumental, la mayoría de ellas escritas antes de la guerra, antes de que despegara su carrera como músico de teatro. Hay dos tríos para piano, el Op. 9 (1900) y el de un solo movimiento Op. 32 (1909), y el Quinteto para piano en mi menor, Op. 10. Adine O'Neill, que solía estrenar las composiciones para piano de su marido, interpretó por primera vez el Quinteto en el Steinway Hall el 16 de febrero de 1903.[15] Adine O'Neill, que solía estrenar las composiciones para piano de su marido, interpretó el Quinteto por primera vez en el Steinway Hall el 16 de febrero de 1903. El Cuarteto de cuerda en do, que ha sido grabado, procede de manuscritos de varios movimientos conservados en el Royal College of Music.
Todavía se escuchan ocasionalmente obras para piano solo, como las Cuatro canciones sin palabras y la suite de cuatro movimientos En las ramas. Las Deux Petites pièces, Op. 27 fueron grabadas en 2019 por Richard Masters.

## Obras seleccionadas
Obras de concierto
- 1895 - Variations on Pretty Polly Oliver op 1, para piano, violín y violonchelo
- 1898 - Cuatro composiciones para piano, op 4. A Norse Lullaby (canción)
- 1899 - Romance in A for piano. Variaciones y fuga sobre un tema de A. R. (Adine Rückert) para piano
- 1900 - Trio en la menor, op 7
- 1901 - In Autumn, obertura orquestal, op 8
- 1903 - Quinteto con piano en Mi menor, op 10
- 1904 - Obertura de Hamlet. Death on the Hills, balada para contralto y orquesta op 12
- 1905 - Variations and Fugue on an Irish Air para dos pianos op 17. Waldemar, fantasía para voces solistas, coro y orquesta, op 19
- 1906 - In Spring-time, obertura orquestal. Seis miniaturas para pequeña orquesta. Tres piezas para piano, op 20
- 1907 - Five Rondels para voz media, op 18. Two French Songs, op 26
- 1908 - La Belle Dame sans Merci, barítono y orquesta, op 31. Deux Petites pièces para piano, op 27
- 1909 - Cuarteto de cuerda en do mayor. Trío con piano en un movimiento, op 32. Cuatro danzas de The Blue Bird
- 1911 - A Scotch Rhapsody para orquesta, op 30
- 1913 - Introduction, Mazurka and Finale op 43 (deA Forest Idyll)
- 1914 - Overture Humoresque para orquesta op 47
- 1916 - Hornpipe, para orquesta, op 48 (también versión para piano)
- 1918 - Four Songs without Words para piano
- 1919 - Carillon para piano, op 50. In the Branches, suite para piano
- 1920 - Prelude and Call para orquesta
- 1921 - Celtic Legend and Nocturne para violín y piano. Ocho arreglos de danza del siglo XVIII para piano
- 1924 - Blossom Songs (de los japoneses) con cuarteto de piano
- 1926 - Echoes of Erin: Twelve Irish songs
- 1927 - Festal Prelude para orquesta (también versión para piano)
- 1928 - Two Shakespearean Sketches: Nocturne and Masquerade para orquesta
- 1930  The Farmer and the Fairies (Asquith), recitativo.

Música para el escenario
- 1901 - After All (Lytton).
- 1903 - The Exile (Lloyd Osbourne y Austin Strong, Royalty Theatre)
- 1904 - Hamlet (Lyric Theatre).
- 1906 - A Lonely Queen (Carr)
- 1908 - The Bride of Lammermoor (Scott)
- 1909 - King Lear. The Blue Bird (Maeterlinck)
- 1911 - The Gods of the Mountain (Lord Dunsany)
- 1912 - The Golden Doom (Lord Dunsany)
- 1913 - The Pretenders (Ibsen). Lord Haaken’s Lullaby (Elkin)
- 1916 - Hiawatha (Kegan). Paddly Pools (Malleson)
- 1917 - Before Dawn, ballet (Lyric Theatre)
- 1918 - Through the Green Door (Vernon)
- 1919 - Reparation (Tolstoy). Julius Caesar
- 1920 - Mary Rose (Barrie). Macbeth (Aldwych Theatre)
- 1921 - The Knave of Diamonds (Dell). The Love Thief  (Fernald). Quality Street (Barrie). The Snow Queen (ballet)
- 1922 - The Merchant of Venice (David Belasco’s production, Lyceum Theatre, Nueva York)
- 1924 - Punch and Judy ballet para revista The Punch Bowl. A Kiss for Cinderella (Barrie)
- 1925 - Kismet (Knoblock, New Oxford Theatre). The Man with a Load of Mischief (Ashley Dukes)
- 1926 - Alice in Wonderland, ballet
- 1929 - Measure for Measure (Haymarket Theatre)
- 1930 - Jewels (Rodgers)
- 1933 - Julius Caesar. The Merchant of Venice. Henry V. (Hipódromo de Mánchester)